# Aurotipula bivittata
Aurotipula bivittata är en tvåvingeart som först beskrevs av Edwards 1923.  Aurotipula bivittata ingår i släktet Aurotipula och familjen storharkrankar. Inga underarter finns listade i Catalogue of Life.